# همفري بيرسون
همفري بيرسون (بالإنجليزية: Humphrey Pearson)‏ هو كاتب مسرحي وكاتب سيناريو أمريكي، ولد في 30 نوفمبر 1893 في كولومبوس في الولايات المتحدة، وتوفي في 24 فبراير 1937 في هوليوود في الولايات المتحدة.

## وصلات خارجية
- همفري بيرسون على موقع IMDb (الإنجليزية)
- همفري بيرسون على موقع أول موفي (الإنجليزية)
- همفري بيرسون على موقع قاعدة بيانات برودواي على الإنترنت (الإنجليزية)
- همفري بيرسون على موقع قاعدة بيانات الأفلام السويدية (السويدية)
- همفري بيرسون على موقع قاعدة بيانات الفيلم (الإنجليزية)
- همفري بيرسون على موقع كينوبويسك (الروسية)